# Битка на Неви
Битка на Неви (рус. Невская битва, швед. slaget vid Neva) се одиграла између Новгородске републике и Шведског краљевства на реци Неви 15. јула 1240. године. Сврха шведског напада је жеља за контролом територије око језера Ладога и заузимање најважније трговинске руте између Грка и Варјага која је била под контролом Новгорода више од 100 година. Ова битка је део Шведско-Новгородских ратова.

## Позадина
Након пропасти руских земаља од стране монголских освајача градови Новгород и Псков су знатно ослабљени и постали атрактивна мета за напад са запада. 1239. Немци и Швеђани који су добили благослов папе преговарају о заједничкој акцији против Русије. Шведски извори не помињу ништа о бици. Према руским изворима у бици су поред Швеђана учествовали Норвежани и Финци.

#### Стање у Шведској
После смрти краља Јована I 1222, Шведска је у де факто грађанском рату до 1248 када Биргер Јарл успева да преотме власт у краљевству. Немири су настали због борби између оних који су желели да задрже стару племенску структуру и краља, којег је подржавала црква. Фолкунзи који су се борили за децентрализацију су привремено успели да свргну краља 1229., али су били присиљени да предају власт пет година касније. Област Упланд је углавном била независна од краља, а њене северне области су још увек били у рукама Фолкунга. Нелагодно примирје наставило се све до 1247, када је угушена последња побуна Фолкунга у Бици код Спарсетре а њихов вођа убијен годину дана касније.
Осим тога, Шведска је била на ивици рата са Норвешком од Вермландске експедиције Норвежана 1225. односи ове две земље поправили су се тек након Уговора из Лодосе 1249. године који је потписан од стране Биргер Јарла. Пре споразума, Норвешка је била савезник фолкунга, дајући им уточиште и наоружање.

## Битка
После Шведског напада Александар је повео своју војску дуж реке Волхов, стиже у Стараја Ладогу пре непријатеља и регрутује локалне Новгорођане чиме додатно ојачава своју војску. У међувремену, Швеђани, уз пратњу норвешких и Финских трупа прелазе Ижору.
Дана 15. јула 1240. Руси користе густу маглу и нападају шведски камп. Елемент изненађења допринео је да Швеђани претрпе страховите губитке и евентуално доживе пораз. Остаци освајачке војске повукли су се у паници ка северу.

### Последице
Победа код Неве показали високу војну способност Александра који после битке добија назив Невски. Битка је спречила шведску инвазију и осигурала руско-шведску границу за више деценија.2 године касније Александар учествује у Бици на чудском језеру.